# Wrocław Non Stop
Wrocław Non Stop – festiwal kulturalny we Wrocławiu.
Podczas festiwalu artyści i grupy artystyczne prezentują różnorodne formy sztuki w galeriach, klubach, teatrach, na ulicach, placach i parkach.
W ramach festiwalu wystąpili m.in. Joe Satriani, Andreas Vollenweider, Al Di Meola, Buena Vista Social Club, Al Jarreau, Osibisa, Mariza, Asian Dub Foundation, Skalpel, Vadim Oneself.

## Wrocław Non Stop 2004
Koncerty, wystawy, spektakle, widowiska i zawody sportowe odbyły się w kilkudziesięciu punktach miasta. Galerie i muzea były otwarte całą noc. Podczas Festiwalu Młodej Sztuki i Galerii Bezdomnej w Browarze Mieszczańskim wielu młodych twórców po raz pierwszy zaprezentowało swoje projekty szerszej publiczności. W okolicach Rynku występowali performerzy uczestniczący w Festiwalu Artystów Ulicznych BuskerBus. Na koncertach wystąpili między innymi: lider Gipsy Kings – Chico Bouchikhi, Formacja Chłopięca „Legitymacje” oraz Jose Torres & Salsa Tropical. Nie zabrakło także działań teatralnych z udziałem grupy
Ad Spectatores, Teatru Pieśń Kozła i plenerowego widowiska inspirowanego twórczością Brunona Schulza. Na ulicy Świdnickiej powstała ogromna łąka pełna kwiatów, między którymi spacerowali przechodnie.

## Wrocław Non Stop 2005
Festiwal miła miejsce od 25 czerwca do 3 lipca. Podczas festiwlau wystąpiła grupa Twożywo ze swoim projektem „Billboardy na żywo”. Działania podjęte przez Krzysztofa Sidorka i Mariusza Libela ilustrowały zaangażowanie artystów w dyskusję nad problemami współczesności. Akcja stanowiła jednocześnie odpowiedź na postulaty dotyczące częstszego osadzania sztuki w przestrzeni publicznej. Rewitalizacja scenerii miejskiej, będącej obszarem aktywności przedstawicieli streetartu, to idea realizowana również w ramach projektu Graffiti Non Stop. W jej efekcie zaniedbane przejścia podziemne na placu Społecznym pokryły się muralami.
Podczas koncertów wystąpili między innymi: Mariza, Al Di Meola, a także grupa Mo’ Horizons, Osibisa i Andreas Vollenweider.
Aktorzy z Ad Spectatores razem z grupami z Ukrainy, Białorusi i Niemiec realizowali ideę teatru enwironmentalnego: przedstawienia i happeningi odbywały się w niekonwencjonalnych miejscach – na Dworcu Głównym i Dworcu Świebodzkim, w Wieży Ciśnień przy ulicy Na Grobli czy w bunkrze pod placem Solnym. Z kolei Scena Witkacego zaprosiła festiwalowych gości do projektu Plus Minus Nadodrze, będącego dziewięciogodzinnym happeningiem teatralnym w rodzaju szkoły przetrwania. Aktorzy i publiczność przez rozwiązywanie prostych zadań poznawali historię i architekturę dzielnicy.

## Wrocław Non Stop 2006
Trzecia edycja Wrocław Non Stop trwała od 23 czerwca do 2 lipca.
Odbyło się ponad 150 wydarzeń artystycznych: koncertów, happeningów, przedstawień teatralnych, działań plastycznych i filmowych. Na wrocławskiej scenie pojawili się Joe Satriani, Al Jarreau i Eliades Ochoa z Buena Vista Social Club, Asian Dub Foundation, Kapela ze Wsi Warszawa, Skalpela, Dj Vadima, Ursula Rucker, bałkańskie orkiestry dęte. Grupa Ad Spectatores zaprezentowała performance Linia Wrocław–Rzym, który rozgrywał się na wrocławskich skrzyżowaniach podczas półgodzinnego przejazdu widzów dziesięcioma samochodami. Zorganizowano także warsztaty bębniarskie i tańca afro.
W ramach drugiej odsłony akcji Graffiti Non Stop artyści dokończyli malowanie estakad i przejść na placu Społecznym.
Wrocław Non Stop zakończył pochód w rytmach brazylijskiej samby i tradycyjne śniadanie o świcie na Rynku. W tej edycji festiwalu wzięło udział ponad 200 tysięcy osób i różowe świecące jelenie, będące częścią projektu „Sztuki w plenerze”.